# Памятники Архангельска
Список памятников архитектуры, археологии, искусства и истории города Архангельска.

## Список

### Памятники архитектуры
| №  | Изображение                                         | Местоположение                                                     | Название | Дата, автор | Категория охраны                                    | Использование |
| 1  |                                                     | Банковский пер., 3                                                 | Городская усадьба А. В. Ананьина: - Главный дом; - Флигель; - Хозяйственные постройки | середина XIX века, 1903, начало XX века | М 109                                               | Областной научно-методический центр Филиал ВХНРМ им. И. Э. Грабаря                                                                        |
| 2  |                                                     | ул. Суворова, 37, Вологодское кладбище                             | Церковь Всех Святых | 1840—1843 | М 207                                               | По назначению |
| 3  |                                                     | ул. Володарского, 17                                               | Дом П. М. Климентьева | начало XX века | М 109                                               | «Медтехника» |
| 4  |                                                     | Воскресенская ул., 37                                              | Дом С. В. Овчинникова | 1912 | М 109                                               | Жилой дом |
| 5  |                                                     | Комсомольская ул., 1                                               | Свято-Троицкая («Кузнечевская») церковь | 1745 | Ф 624                                               | По назначению |
| 6  |                                                     | посёлок Конвейер, остров Бревенник                                 | Новодвинская крепость: - Главный вал с Флажным, Морским, Могильным и Рогаточным бастионами, двумя воротами и остатками фоссебреи; - Офицерский дом у Двинских ворот; - Офицерский дом у Летних ворот; - Пороховой погреб Флажного бастиона; - Северный равелин | 1701—1714, инженер Георг Эрнст Резе | Ф 1327                                              | |
| 7  |                                                     | ул. Карла Маркса, 3                                                | Лютеранская Св. Екатерины | 1768 | М 109                                               | Поморская государственная филармония. Концертный зал                                                                                      |
| 8  |                                                     | ул. Карла Маркса, 6                                                | Дом К. Ю. Спаде | 1916, воссоздан в 1989 | М 109                                               | «Технополисэнерго» |
| 9  |                                                     | ул. Карла Маркса, 35                                               | Дом С. П. Корельского | 1901 | М 207                                               | Жилой дом |
| 10 |                                                     | ул. Карла Маркса, 43                                               | Дом Шарина (Гендриксена) | 1911 | М 109                                               | Жилой дом |
| 11 |                                                     | ул. Карла Либкнехта, 4                                             | Русский внешнеторговый банк | 1900—1902 | М 109                                               | Областная библиотека им. Гайдара |
| 12 | Городская усадьба В. П. Карпова:                    | Городская усадьба В. П. Карпова:                                   | Городская усадьба В. П. Карпова: | Городская усадьба В. П. Карпова: | Городская усадьба В. П. Карпова:                    | Городская усадьба В. П. Карпова: |
|    |                                                     | ул. Карла Либкнехта, 8 / Троицкий пр., 58                          | 1) Главный дом | 1830-е, 1906 1914 1865 | М 109                                               | Банк ВТБ24, магазины |
|    |                                                     | ул. Карла Либкнехта, 8                                             | 2) Кирпичный флигель | | М 109                                               | Торговые организации |
|    |                                                     | ул. Карла Либкнехта, 8/1                                           | 3) Деревянный флигель | | М 109                                               | |
| 13 |                                                     | пр. Ломоносова, 4                                                  | Духовная семинария | 1809—1812, архитектор В. М. Андросов | М 109                                               | Поморский государственный университет |
| 14 |                                                     | пр. Ломоносова, 60                                                 | Андреевская богадельня | 1911 | М 109                                               | Областная филармония, Пенсионный фонд |
| 15 |                                                     | пр. Ломоносова, 86                                                 | Дом А. А. Плюснина | 1910 | М 109                                               | Фондсервисбанк |
| 16 |                                                     | пр. Ломоносова, 126                                                | Дом Н. А. Калинина | 1902—1908 | М 109                                               | Жилой дом |
| 17 |                                                     | пр. Ломоносова, 249                                                | Вторая полицейская часть | начало XIX века | М 109                                               | Институт морфологии человека |
| 18 |                                                     | Набережная Северной Двины, 23                                      | Архиерейский дом | 1819, 1898 | Ф176                                                | Федеральный исследовательский центр комплексного изучения Арктики им. академика Лаверова РАН                                              |
| 19 |                                                     | Набережная Северной Двины, 34                                      | Духовная консистория | 1830-е | М 109                                               | Войсковая часть |
| 20 |                                                     | Набережная Северной Двины, 35 / ул. Выучейского, 2                 | Дом Я. А. Беляевского | 1907 г. | М 109                                               | Торговые организации |
| 21 |                                                     | Набережная Северной Двины, 47                                      | Подворье Сурского монастыря | 1905—1907, архитектор В. Д. Ермолин | М 109                                               | Войсковая часть, военкомат, военная прокуратура                                                                                           |
| 22 |                                                     | Набережная Северной Двины, 60, 61                                  | Жилой дом Плотникова и Ивановой | середина XIX века | М 200                                               | «Запэлектромонтаж». Снесено под строительство торгового центра.                                                                           |
| 23 |                                                     | Набережная Северной Двины, 62                                      | Общественные бани Я. Е. Макарова | 1990−1904, архитектор В. А. Никитин | М 109                                               | Здание прошло реставрацию. |
| 24 | Подворье Николо-Корельского монастыря:              | Подворье Николо-Корельского монастыря:                             | Подворье Николо-Корельского монастыря: | Подворье Николо-Корельского монастыря: | Подворье Николо-Корельского монастыря:              | Подворье Николо-Корельского монастыря: |
|    |                                                     | Набережная Северной Двины, 74/3                                    | 1. Амбары с двухэтажным флигелем | конец XIX века | М 109                                               | По назначению |
|    |                                                     | Набережная Северной Двины, 75а                                     | 2. Дом двухэтажный | 1910 | М 109                                               | Церковный |
|    |                                                     | Набережная Северной Двины, 75                                      | 3. Дом с лавками внизу | 1902 | M 109                                               | По назначению |
|    |                                                     | Театральный пер., 7                                                | 4. Кельи двухэтажные с лавками | 1895 | M 109                                               | Департамент городского хозяйства |
|    |                                                     | Театральный пер., 5                                                | 5. Кладовые | 1865, 1902 | М 109                                               | По назначению |
| 25 | Коммерческий банк:                                  | Коммерческий банк:                                                 | Коммерческий банк: | Коммерческий банк: | Коммерческий банк:                                  | Коммерческий банк: |
|    |                                                     | Набережная Северной Двины, 76/2                                    | 1. Гостиница | вторая половина XIX века | Ф 624                                               | Музыкальная школа № 1 |
|    |                                                     | Набережная Северной Двины, 76/2                                    | 2. Кладовые | вторая половина XIX века | Ф 624                                               | Музыкальная школа № 1 |
|    |                                                     | Набережная Северной Двины, 76/2                                    | 3. Корпус северо-западный | вторая половина XIX века | Ф 624                                               | |
|    |                                                     | Набережная Северной Двины, 76/2 (77?)                              | 4. Церковь св. Зосимы, св. Савватия и св. Германа | вторая половина XIX века | Ф 624                                               | Архангельское подворье Спасо-Преображенского Соловецкого монастыря                                                                        |
| 26 |                                                     | Набережная Северной Двины, 75б                                     | 6. Лавки одноэтажные | 1844, 1873 | М 109                                               | По назначению |
| 27 |                                                     | Набережная Северной Двины, 65                                      | 7. Церковь св. Николая | 1904—1906 | М 109                                               | По назначению |
| 28 |                                                     | Набережная Северной Двины, 78                                      | Почтовая контора | конец XVIII — начало XIX вв. | М 109                                               | ООО «Норд Лайн Компани» |
| 29 |                                                     | Набережная Северной Двины, 79                                      | Таможня (Банковская контора) | 1786 | М 109                                               | Государственное музейное объединение «Художественная культура Русского Севера»                                                            |
| 30 |                                                     | Набережная Северной Двины, 82                                      | Комплекс общественных зданий: - Благородное собрание - Городское училище | конец XVIII — начало XIX вв. | М 109                                               | Средняя школа № 4 |
| 31 | Русский гостиный двор, комплекс:                    | Русский гостиный двор, комплекс:                                   | Русский гостиный двор, комплекс: | Русский гостиный двор, комплекс: | Русский гостиный двор, комплекс:                    | Русский гостиный двор, комплекс: |
|    |                                                     | Набережная Северной Двины, 85 корпус 1                             | 1. Биржа с башней | 1789—1790, архитектор М. Березин, 1857 | Ф 1327                                              | Выставочный зал, фонды |
|    |                                                     | Воскресенская ул., 3 корпус 1                                      | 2. Важня | 1790—1792, архитектор М. Березин | Ф 1327                                              | УВД |
|    |                                                     | Набережная Северной Двины, 86                                      | 3. Русский гостиный двор | 1668—1684, инженер Матис Анцин, зодчий Д. М. Старцев | Ф 1327                                              | Областной краеведческий музей, Фонды |
|    |                                                     | Набережная Северной Двины, 86 корпус 1                             | 4. Соляные и винные склады | 1792—1796, строитель М. Кубенин | Ф 1327                                              | Фонды Госархива области |
| 31 |                                                     | Набережная Северной Двины, 109                                     | Торгово-мореходное училище | начало XIX века | М 109                                               | Филиал ВИМУ им. Макарова |
| 32 |                                                     | Набережная Северной Двины, 112                                     | Техническое училище им. Петра I (Сахарный завод В. Брандта) | 1826, 1891—1893, 1900 | М 109                                               | Управление юстиции областной администрации, Октябрьский районный суд                                                                      |
| 33 | Казённые винные склады, комплекс:                   | Казённые винные склады, комплекс:                                  | Казённые винные склады, комплекс: | Казённые винные склады, комплекс: | Казённые винные склады, комплекс:                   | Казённые винные склады, комплекс: |
|    |                                                     | Набережная Северной Двины, 120                                     | 1. Бондарня | 1899—1905 | Расп. 392 от 26.6.92 г.                             | Арх. ликеро-водочный завод |
|    |                                                     | Троицкий пр., 135                                                  | 2. Жилой дом | 1899—1905 | Расп. 392 от 26.6.92 г.                             | Арх. ликеро-водочный завод |
|    |                                                     | Набережная Северной Двины, 120                                     | 3. Главный корпус | 1899—1905 | Расп. 392 от 26.6.92 г.                             | Арх. ликеро-водочный завод |
|    |                                                     | Набережная Северной Двины, 120                                     | 4. Кузница | 1899—1905 | Расп. 392 от 26.6.92 г.                             | Арх. ликеро-водочный завод |
|    |                                                     | Троицкий пр. / Набережная Северной Двины                           | 5. Ограда | 1899—1905 | Расп. 392 от 26.6.92 г.                             | Арх. ликеро-водочный завод |
|    |                                                     | Набережная Северной Двины, 120                                     | 6. Приемный покой | 1899—1905 | Расп. 392 от 26.6.92 г.                             | Арх. ликеро-водочный завод |
|    |                                                     | Троицкий пр., 135а                                                 | 7. Проходная (сторожка) | 1899—1905 | Расп. 392 от 26.6.92 г.                             | Геологическая экспедиция |
|    |                                                     | Набережная Северной Двины, 120 (внутри комплекса)                  | 8. Материальный склад (сарай) | 1899—1905 | Расп. 392 от 26.6.92 г.                             | Геологическая экспедиция |
|    |                                                     | Набережная Северной Двины, 120 (внутри комплекса)                  | 9. Материальный склад | 1899—1905 | Расп. 392 от 26.6.92 г.                             | Геологическая экспедиция |
|    |                                                     | Набережная Северной Двины, 120                                     | 10. Материальный склад | 1899—1905 | Расп. 392 от 26.6.92 г.                             | Геологическая экспедиция |
|    |                                                     | Набережная Северной Двины, 120 (внутри комплекса)                  | 11. Спиртохранилище | 1899—1905 | Расп. 392 от 26.6.92 г.                             | Геологическая экспедиция |
|    |                                                     | Троицкий пр., 133а                                                 | 12. Большое хранилище | 1899—1905 | Расп. 392 от 26.6.92 г.                             | Геологическая экспедиция |
|    |                                                     | Троицкий пр., 133а                                                 | 13. Малое хранилище | 1899—1905 | Расп. 392 от 26.6.92 г.                             | Геологическая экспедиция |
| 34 |                                                     | Набережная Северной Двины, 121                                     | Дом полковника Карцева | Середина XIX века. В 1899 году Правлением попечительства о доме трудолюбия выкуплен у наследников полковника Карцева. С 1899 года — Дом трудолюбия. В 1901 году воспитывалось 46 детей. | М 109                                               | Ветлаборатория |
| 35 |                                                     | ул. Суворова, 2                                                    | Ольгинская женская гимназия | 1913—1915, архитекторы Л. П. Шишко, П. Г. Минейко | М 109                                               | Учебно-производственный комбинат РОНО |
| 36 |                                                     | Набережная Георгия Седова, 14                                      | Англиканская церковь | 1853 | Пост. Адм. № 31 от 27.1.92                          | Культурно-спортивное общество |
| 37 |                                                     | Никольский пр., 15                                                 | Соломбальское адмиралтейство, административное здание | конец XIX — начало XX вв. | М 200                                               | Судоремонт. завод «Красная кузница», контора                                                                                              |
| 38 |                                                     | Никольский пр., 56                                                 | Магазин братьев Макаровых | 1914, архитектор С. А. Пец | М 200                                               | магазин «Макаровский» |
| 39 |                                                     | Новгородский пр., 130                                              | Дом А. И. Алферова | 1927 | М 207                                               | Жилой дом, восстанавливается после поджога                                                                                                |
| 40 |                                                     | Новгородский пр., 136                                              | Городская усадьба Г. Ф. Карельского: - 1. Главный дом - 2. Надворная постройка | 1907, начало XX века | М 207                                               | Жилой дом |
| 41 |                                                     | Новгородский пр., 151а                                             | Флигель усадьбы М. К. Загидуллина | начало XX века | М 207                                               | Жилой дом |
| 42 |                                                     | ул. Попова, 1                                                      | Дом А. Ю. Суркова | 1851 | М 109                                               | Музыкальная школа |
| 43 | Городская усадьба Р. Вайтед:                        | Городская усадьба Р. Вайтед:                                       | Городская усадьба Р. Вайтед: | Городская усадьба Р. Вайтед: | Городская усадьба Р. Вайтед:                        | Городская усадьба Р. Вайтед: |
|    |                                                     | ул. Попова, 2                                                      | 1. Главный дом | середина XIX века | М 109                                               | Радиокомитет |
|    |                                                     | ул. Попова, 2, корпус 1                                            | 2. Флигель | 1869 | М 109                                               | Фонд М. В. Ломоносова |
| 44 | Пивоваренный завод А. Ю. Суркова:                   | Пивоваренный завод А. Ю. Суркова:                                  | Пивоваренный завод А. Ю. Суркова: | Пивоваренный завод А. Ю. Суркова: | Пивоваренный завод А. Ю. Суркова:                   | Пивоваренный завод А. Ю. Суркова: |
|    |                                                     | ул. Попова, 3                                                      | 1. Главный корпус | 1883—1913 | М 109                                               | Пустует |
|    |                                                     | ул. Попова, 3, во дворе комплекса                                  | - 2. Цех безалкогольный - 3. Цех варочный | 1883—1913 | М 109                                               | Пустует |
| 45 | Городская усадьба Е. К. Плотниковой:                | Городская усадьба Е. К. Плотниковой:                               | Городская усадьба Е. К. Плотниковой: | Городская усадьба Е. К. Плотниковой: | Городская усадьба Е. К. Плотниковой:                | Городская усадьба Е. К. Плотниковой: |
|    |                                                     | Поморская ул., 1 / Набережная Северной Двины, 72                   | 1. Главный дом | конец XVIII — начало XX вв. | М 109                                               | Государственное музейное объединение «Художественная культура Русского Севера»                                                            |
|    |                                                     | Театральный пер., 2                                                | 2. Кинотеатр «Север» | 1903, 1915 | М 109                                               | Государственное музейное объединение «Художественная культура Русского Севера», разрушено и восстанавливается.                            |
|    |                                                     | Поморская ул., 3                                                   | 3. Торговое здание | конец XIX — начало XX века | М 109                                               | Государственное музейное объединение «Художественная культура Русского Севера», Музей художественного освоения Арктики им. А. А. Борисова |
| 46 |                                                     | Поморская ул., 10                                                  | Дом А. Н. Буторова | 1901 | М 109                                               | Государственное музейное объединение «Художественная культура Русского Севера», Музей С. Г. Писахова                                      |
| 47 |                                                     | ул. Иоанна Кронштадтского, 7                                       | Дом И. В. Киселева | 1911 | М 109                                               | Жилой дом |
| 48 |                                                     | ул. Иоанна Кронштадтского, 15                                      | Дом купца Ф. Фазулина (Дом Аладышкина, дом с тремя эркерами) | 1914 | М 109                                               | МДЗ, администрация |
| 49 |                                                     | ул. Свободы, 55                                                    | Городская усадьба М. З. Ишмемятова - 1. Главный дом - 2. Флигель | 1913 | М 207                                               | Жилой дом |
| 50 |                                                     | ул. Серафимовича, 35                                               | Дом Е. Ф. Вальневой | 1912 | М 207                                               | Жилой дом |
| 51 |                                                     | пр. Советских Космонавтов, 64                                      | Дом П. Н. Гринфельта | 1913 | М 207                                               | Жилой дом, находится в аварийном состоянии                                                                                                |
| 52 |                                                     | пр. Советских Космонавтов, 79                                      | Дом Н. В. Никольского | 1913 | М 200                                               | Жилой дом |
| 53 |                                                     | пр. Советских Космонавтов, 84                                      | Дом Н. А. Толстиковой | 1912 | М 207                                               | Жилой дом |
| 54 |                                                     | пр. Советских Космонавтов, 88                                      | Усадебная служебная постройка | 1940 | М 200                                               | Жилой дом, снесён под строительство торгового центра в 2014 году                                                                          |
| 55 | Городская усадьба И. В. Прокопьева:                 | Городская усадьба И. В. Прокопьева:                                | Городская усадьба И. В. Прокопьева: | Городская усадьба И. В. Прокопьева: | Городская усадьба И. В. Прокопьева:                 | Городская усадьба И. В. Прокопьева: |
|    |                                                     | пр. Советских Космонавтов, 100                                     | 1. Главный дом | 1912 | М 207                                               | Жилой дом |
|    |                                                     | пр. Советских Космонавтов, 100                                     | 2. Надворные флигели | 1912 | М 207                                               | Жилой дом |
| 56 |                                                     | пр. Советских Космонавтов, 109                                     | Дом Ф. А. Брагина | начало XX века | М 207                                               | Жилой дом |
| 57 | Больница Приказа общественного призрения, комплекс: | Больница Приказа общественного призрения, комплекс:                | Больница Приказа общественного призрения, комплекс: | Больница Приказа общественного призрения, комплекс: | Больница Приказа общественного призрения, комплекс: | Больница Приказа общественного призрения, комплекс:                                                                                       |
|    |                                                     | ул. Суворова, 3                                                    | 1. Прачечная | 1882 | М 109                                               | Службы Первой Горбольницы |
|    |                                                     | ул. Суворова, 5                                                    | 2. Хирургический корпус | вторая половина XIX — начало XX вв. | М 109                                               | Службы Первой горбольницы |
| 58 |                                                     | ул. Суворова, 13                                                   | Трамвайная подстанция | 1914 | М 109                                               | Трамвайное управление, не используется |
| 59 |                                                     | ул. Суворова, 17                                                   | Казармы гарнизонного батальона | 1855—1861 | М 109                                               | Войсковая часть |
| 60 |                                                     | ул. Суворова, 35                                                   | Богадельня Булычева | 1905—1906, архитектор Г. К. Иванов | М 109                                               | Войсковая часть |
| 61 |                                                     | ул. Беломорской флотилии, 3 (ранее ул. Терехина, 3)                | Дом купцов Макаровых | 1914, архитектор С. А. Пец | М 200                                               | Пустует (ранее располагался Учебно-методический центр профтехобразования)                                                                 |
| 62 |                                                     | ул. Терехина, 3 (ранее 19)                                         | Константиновский приют | 1902, архитектор С. А. Пец | М 200                                               | Вечерняя школа |
| 63 |                                                     | ул. Терехина, 75, Соломбальское кладбище                           | Церковь Мартина Исповедника | 1804—1806 | М 207                                               | По назначению |
| 64 |                                                     | Троицкий пр., 14                                                   | Дом купца И. С. Ульянского | 1910 | М 109                                               | Управление лесного хозяйства |
| 65 |                                                     | Троицкий пр., 60                                                   | Соборный дом | 1825 | М 109                                               | Управление гражданской авиации, магазины, жилой дом                                                                                       |
| 66 |                                                     | Троицкий пр., 62                                                   | Дом С. Д. Лемяхова | первая половина XIX века | М 109                                               | Аптека |
| 67 |                                                     | Троицкий пр., 91 / ул. Логинова, 9                                 | Дом Н. О. Шарвина | середина XIX века | М 109                                               | Архангельский областной молодёжный театр                                                                                                  |
| 68 | Архиерейский дом и духовное училище:                | Архиерейский дом и духовное училище:                               | Архиерейский дом и духовное училище: | Архиерейский дом и духовное училище: | Архиерейский дом и духовное училище:                | Архиерейский дом и духовное училище: |
|    |                                                     | ул. Урицкого, 8                                                    | 1. Архиерейский дом и училище | 1784, 1850, 1903, архитектор Г. К. Иванов | М 109                                               | Частная школа «Ксения» |
|    |                                                     | ул. Урицкого, 10а                                                  | 2. Флигель архиерейского дома | 1792, 1806, архитектор Г. К. Иванов | М 109                                               | Частная школа «Ксения» |
|    |                                                     | ул. Урицкого, 10                                                   | 3. Флигель жилой | 1850, архитектор Г. К. Иванов | М 109                                               | Частная школа «Ксения» |
| 69 |                                                     | пр. Чумбарова-Лучинского, 24 (ранее 38)                            | Восстановительная лечебница П. А. Дмитриевского | 1911 | М 109                                               | Дом санитарного просвещения |
| 70 |                                                     | пр. Чумбарова-Лучинского, 30 (ранее 54)                            | Дом А. С. Чудинова | 1904, восстановлен в 1989 г. | М 207                                               | Туристический центр «Северный Ветер», паломническая служба «Слово», сервисный центр «Компас»                                              |
| 71 |                                                     | пр. Чумбарова-Лучинского, 38 (ранее 62)                            | Дом Коммерческого собрания («Марфин дом») | середина XIX века, начало XX века. Архитектор В. В. Телятьев, воссоздан в 1987 | Ф 624                                               | Дом пропаганды памятников истории и культуры («Марфин дом»)                                                                               |
| 72 |                                                     | пр. Чумбарова-Лучинского, 15 (ранее ул. Иоанна Кронгштадтского, 1) | Дом Ананьевой (А. В. Ананьина) | 1872, восстановлен в 1990 | М 109                                               | Жилой дом |
| 73 | Городская усадьба Ф. Г. Антонова:                   | Городская усадьба Ф. Г. Антонова:                                  | Городская усадьба Ф. Г. Антонова: | Городская усадьба Ф. Г. Антонова: | Городская усадьба Ф. Г. Антонова:                   | Городская усадьба Ф. Г. Антонова: |
|    |                                                     | пр. Чумбарова-Лучинского, д. 18 (ранее 30)                         | 1. Деревянный дом | 1884—1890 | М 109                                               | Частный жилой дом |
|    |                                                     | пр. Чумбарова-Лучинского, д. 20 (ранее 32)                         | 2. Кирпичный дом | 1914 | М 109                                               | Физдиспансер, центр «Спид» |

### Памятники археологии
| №п/п | Изображение | Местоположение                                                        | Название            | Дата                   | Категория охраны | Использование       |
| 74   |             | Октябрьский округ, правый берег р. Кузнечихи, между рр. Банной и Юрас | Стоянка «Кузнечиха» | 1800—1200 гг. до н. э. | Ф 1327           | Экскурсионный показ |

### Памятники искусства
| №  | Изображение | Местоположение                                                                       | Название                                                                   | Дата, автор | Категория охраны | Использование                          |
| 75 |             | Набережная Северной Двины, у главного корпуса САФУ                                   | Памятник М. В. Ломоносову                                                  | 1832 год, скульптор И. П. Мартос | Ф 1327           | Экскурсионный показ                    |
| 76 |             | Набережная Северной Двины, у школы № 4 в сквере                                      | Памятник Петру I                                                           | 1914 год, скульптор М. М. Антокольский                                                                                                 | Ф 1327           | Экскурсионный показ                    |
| 77 |             | Площадь Мира (у домов № 93-95 по Набережной Северной Двины)                          | Монумент Победы в войне 1941—1945 годов и Вечный огонь                     | 1969 год, скульпторы В. А. Михалев, Ю. Л. Чернов, архитектор В. М. Кибирев                                                             | Ф 1327           | Экскурсионный показ                    |
| 78 |             | Троицкий пр., 49, у здания правительства Архангельской области                       | Обелиск Севера                                                             | 7 ноября 1930 года, скульптор И. К. Алтухов                                                                                            | М 519            | Экскурсионный показ                    |
| 79 |             | Троицкий пр., у кинотеатра «Мир»                                                     | Памятник П. Ф. Виноградову                                                 | 1960 год, скульптор М. С. Алещенко | М 519            | Экскурсионный показ                    |
| ?  |             | Вологодское кладбище                                                                 | «Стена коммунаров» (памятник жертвам интервенции на Севере)                | 1958 год, скульптор М. С. Алещенко, архитектор М. Д. Наседкин                                                                          | Ф 1327           | Экскурсионный показ                    |
| ?  |             | Воскресенская ул., у пересечения с Троицким пр.                                      | Нулевая верста                                                             | 1999 год, скульптор и архитектор И. Б. Скрипкин                                                                                        | ?                | Экскурсионный показ                    |
| ?  |             | ул. Гагарина                                                                         | Памятник советской космонавтике                                            | 1974 год | ?                | Демонтирован                           |
| ?  |             | ул. Гагарина, у пересечения с Троицким пр.                                           | Памятник-бюст Юрию Гагарину                                                | 1984 год, скульптор Р. Х. Мурадян, архитектор Г. А. Ляшенко                                                                            | ?                | Экскурсионный показ                    |
| ?  |             | Ильинская ул., 5, у здания Архангельского Епархиального управления                   | Статуя Архангела Михаила                                                   | 2002 год, скульптор А. А. Благовестов                                                                                                  | ?                | Экскурсионный показ                    |
| ?  |             | Ленинградский пр., у пересечения с ул. Ленина                                        | Памятник павшим в Великой Отечественной войне                              | | ?                | Экскурсионный показ                    |
| ?  |             | Площадь Ленина                                                                       | Памятник В. И. Ленину                                                      | 1988 год, скульптор Л. Е. Кербель | ?                | Экскурсионный показ                    |
| ?  |             | ул. Логинова                                                                         | Памятник Петру и Февронии                                                  | 28 июня 2009 года, скульптор К. Р. Чернявский                                                                                          | ?                | Экскурсионный показ                    |
| ?  |             | пр. Ломоносова, 4, у главного здания ПГУ                                             | Бюст М. В. Ломоносова                                                      | 20 ноября 1993 года, скульптор: В. Д. Свешников, архитектор И. А. Шахов                                                                | ?                | Экскурсионный показ                    |
| ?  |             | Площадь Профсоюзов                                                                   | Памятник Доблестным защитникам Советского Севера                           | 1985 год, скульптор Ю. Н. Лоховнин, архитектор М. В. Чернов                                                                            | ?                | Экскурсионный показ                    |
| ?  |             | Набережная Северной Двины, против домов № 12-14                                      | Памятник Роману Куликову                                                   | 1987 год, проект И. Б. Скрипкина, скульптор Л. М. Могилевский                                                                          | ?                | Экскурсионный показ                    |
| ?  |             | Набережная Северной Двины, 22, в парке САФУ (до 2009 года находился на ул. Гагарина) | Памятник строителю послевоенного Архангельска                              | 1965 год | ?                | Экскурсионный показ                    |
| ?  |             | Набережная Северной Двины, у начала ул. Свободы                                      | Стела «Город воинской славы»                                               | 31 августа 2011 года | ?                | Экскурсионный показ                    |
| ?  |             | Набережная Северной Двины, у начала ул. Свободы                                      | Памятный знак на месте, где размещался штаб Беломорской военной флотилии   | | ?                | Экскурсионный показ                    |
| ?  |             | Набережная Северной Двины, у начала ул. Карла Маркса                                 | Памятник соловецким юнгам                                                  | 1993 год, скульпторы Ф. М. Согоян, М. Ф. Согоян, В. Ф. Согоян, архитектор А. И. Муромский                                              | ?                | Экскурсионный показ                    |
| ?  |             | Набережная Северной Двины, у площади Мира                                            | Памятник «Тюленю-спасителю»                                                | 6 мая 2010 года, скульптор и архитектор И. Б. Скрипкин                                                                                 | ?                | Экскурсионный показ                    |
| ?  |             | Набережная Северной Двины, площадь Мира                                              | Стела «Герои Советского Союза города Архангельска и Архангельской области» | 1998 год, архитектор В. М. Кибирев, скульпторы С. Е. Поташев, А. П. Бердюгин                                                           | ?                | Экскурсионный показ                    |
| ?  |             | Набережная Северной Двины, у Гостиного двора                                         | Обелиск на мысе Пур-Наволок (стела «400 лет Архангельску»)                 | 1984 год, скульптор и архитектор И. Б. Скрипкин                                                                                        | ?                | Экскурсионный показ                    |
| ?  |             | Набережная Северной Двины, у Красной пристани                                        | Шхуна «Запад»                                                              | 1949 год (построена), 1983 год (установлена)                                                                                           | ?                | Сгорела в 2016 году вследствие поджога |
| ?  |             | Набережная Северной Двины, угол ул. Попова, сквер им. Ломоносова                     | Памятник М. В. Ломоносову в виде книги                                     | 9 ноября 2011 года, художник В. Королев                                                                                                | ?                | Экскурсионный показ                    |
| ?  |             | Набережная Северной Двины, у начала Садовой улицы                                    | Памятник адмиралу Н. Г. Кузнецову                                          | 8 мая 2010 года, архитекторы В. М. Кибирев, Д. О. Яскорский, скульптор И. И. Черапкин                                                  | ?                | Экскурсионный показ                    |
| ?  |             | Набережная Северной Двины, 120                                                       | Стела на набережной                                                        | ? | ?                | Экскурсионный показ                    |
| ?  |             | Троицкий пр.                                                                         | Фонтан у Театра драмы                                                      | | ?                | Демонтирован в 2009 году               |
| ?  |             | Троицкий пр., возле мэрии                                                            | Городская арка                                                             | | ?                | Экскурсионный показ                    |
| ?  |             | пр. Чумбарова-Лучинского, 17, у музея-усадьбы Куницыных                              | Скульптурная композиция «Русским женам — берегиням семейного очага»        | 30 июля 2013 года, скульптор С. Н. Сюхин                                                                                               | ?                | Экскурсионный показ                    |
| ?  |             | пр. Чумбарова-Лучинского, 27, у Литературного музея                                  | Памятник Козьме Пруткову                                                   | 20 января 2015 года, скульптор С. Н. Сюхин                                                                                             | ?                | Экскурсионный показ                    |
| ?  |             | пр. Чумбарова-Лучинского, у дома № 28                                                | Памятник Б. В. Шергину                                                     | 21 сентября 2013 года, скульптор С. Н. Сюхин                                                                                           | ?                | Экскурсионный показ                    |
| ?  |             | пр. Чумбарова-Лучинского, у дома № 30                                                | Скульптура «Архангельский мужик» (Сеня Малина)                             | 27 июня 2009 года, скульптор С. Н. Сюхин                                                                                               | ?                | Экскурсионный показ                    |
| ?  |             | пр. Чумбарова-Лучинского, у пересечения с Поморской ул.                              | Памятник С. Г. Писахову                                                    | 2008 год, скульптор С. Н. Сюхин | ?                | Экскурсионный показ                    |
| ?  |             | пр. Чумбарова-Лучинского, у пересечения с Поморской ул.                              | Закладной камень сквера Победы                                             | 1943 год | ?                | Экскурсионный показ                    |
| ?  |             | пр. Чумбарова-Лучинского, сквер Победы                                               | Памятник жителям военного Архангельска                                     | 8 мая 2015 года, скульптор С. Н. Сюхин                                                                                                 | ?                | Экскурсионный показ                    |
| ?  |             | пр. Троицкий                                                                         | Мемориальный стенд с именами почётных граждан города                       | авторство сюжетных композиций (полиптих) размещенных на мемориальном стенде принадлежит заслуженному художнику России Евгению Зимиреву | ?                |                                        |

### Памятники истории
| №  | Изображение                  | Местоположение                                                  | Название                                                                                            | Дата, автор                        | Категория охраны             | Использование                                    |                              |
| 80 |                              | Вологодское кладбище                                            | Могила художника Тыко Вылки                                                                         | 1960                               | М 207                        |                                                  |                              |
| 81 |                              | Вологодское кладбище                                            | Могила ученого-физика Б. Л. Розинга                                                                 | 1933                               | М 207                        |                                                  |                              |
| 82 |                              | Вологодское кладбище                                            | Могила основательницы Северного народного хора А. Я. Колотиловой                                    | 1962                               | М 207                        |                                                  |                              |
| 83 |                              | Вологодское кладбище                                            | Могила сказительницы М. Р. Голубковой                                                               | 1959                               | М 207                        |                                                  |                              |
| 84 |                              | Вологодское кладбище                                            | Могила биолога И. А. Перфильева                                                                     | 1942                               | М 207                        |                                                  |                              |
| 85 |                              | Ильинское кладбище                                              | Могила судовладельца А. И. Попова                                                                   | 1805                               | М 207                        |                                                  |                              |
| 86 |                              | Вологодское кладбище                                            | Могила статистика и общественного деятеля Г. О. Минейко                                             | 1889                               | М 207                        |                                                  |                              |
| 87 |                              | Ильинское кладбище                                              | Могила художника и писателя С. Г. Писахова                                                          | 1960                               | М 207                        |                                                  |                              |
| 88 |                              | Кегостровское кладбище                                          | Могила Тойво Антикайненена, организатора компартии Финляндии                                        | 1941                               | Ф 1327                       |                                                  |                              |
| 89 |                              | Набережная Северной Двины                                       | Причалы Архангельского порта                                                                        | 1583—1925                          | М 207                        |                                                  |                              |
| 90 | Городские причалы, комплекс: | Городские причалы, комплекс:                                    | Городские причалы, комплекс:                                                                        | Городские причалы, комплекс:       | Городские причалы, комплекс: | Городские причалы, комплекс:                     | Городские причалы, комплекс: |
|    |                              | Набережная Северной Двины (Банковский пер. — Воскресенская ул.) | 1. Боровиковская пристань                                                                           | конец XIX века                     | М 207                        |                                                  |                              |
|    |                              | Набережная Северной Двины (Банковский пер. — Воскресенская ул.) | 2. Банковская пристань                                                                              | 1905                               | М 207                        |                                                  |                              |
|    |                              | Набережная Северной Двины (Банковский пер. — Воскресенская ул.) | 3. Брандтовская пристань                                                                            | 1824                               | М 207                        |                                                  |                              |
|    |                              | Набережная Северной Двины (Банковский пер. — Воскресенская ул.) | 4. Воскресенская пристань                                                                           | 1908                               | М 207                        |                                                  |                              |
|    |                              | Набережная Северной Двины (Банковский пер. — Воскресенская ул.) | 5. Соборная пристань                                                                                | 1890                               | М 207                        |                                                  |                              |
|    |                              | Набережная Северной Двины (Банковский пер. — Воскресенская ул.) | 6. Таможенная пристань                                                                              | 1914                               | М 207                        |                                                  |                              |
| 91 |                              | Набережная Северной Двины, 95/2                                 | Дом, где в 1961—1981 гг. жил композитор П. Ф. Кольцов                                               | 1961—1981                          | М 207                        |                                                  |                              |
| 92 |                              | Набережная Северной Двины, у Красной пристани                   | Обелиск жертвам интервенции на Севере в 1918—1920 гг                                                | 1950 год, архитектор В. М. Кибирев | Ф 1327                       |                                                  |                              |
| 93 |                              | Соломбальское кладбище                                          | Могила кораблестроителя Ф. Г. Загуляева                                                             | 1858                               | Ф 1327                       |                                                  |                              |
| 94 |                              | Соломбальское кладбище                                          | Могила кораблестроителя А. М. Курочкина                                                             | 1842                               | Ф 1327                       |                                                  |                              |
| 95 |                              | Троицкий пр., 51                                                | Здание, где размещалась Городская дума                                                              | вторая половина XIX века           | М 207                        | Северный государственный медицинский университет |                              |
| ?  |                              | Троицкий пр., у дома 104                                        | Британский танк Mk.V, установленный в честь победы Красной армии в годы Гражданской войны на Севере | 1916 год, 1940 год (установлен)    | Ф 1327                       | Экскурсионный показ                              |                              |
| ?  |                              | Ильинская ул., 10                                               | Свято-Ильинский собор                                                                               | 11 августа 1806 года               | ?                            | По назначению                                    |                              |
| ?  |                              | Жаровихинское кладбище                                          | Могила доктора исторических наук Г. Г. Фруменкова                                                   | 1989                               | ?                            |                                                  |                              |
| ?  |                              | Соломбальское кладбище                                          | Могила исследователя Арктики П. К. Пахтусова                                                        | 1836                               | Ф 1327                       |                                                  |                              |